# World Digital Library
World Digital Library är ett internationellt internetbibliotek grundat av Unesco och The United States Library of Congress. Det lanserades 21 april 2009.